# Сандеш Джинган
Сандеш Джинган (англ. Sandesh Jhingan; нар. 21 липня 1993, Чандігарх, Індія) — індійський футболіст, захисник клубу Індійської Суперліги «Бенгалуру» та національної збірної Індії.
У 2014 році здобув нагороду ВФФ як найкращий гравець року, а в 2015 році дебютував за збірну Індії. 2020 року удостоєний премії Арджуни, другої за значущістю спортивної нагороди Індії. Лауреатом нагороди ВФФ як Найкращий гравець сезону 2020/21 років.

## Клубна кар'єра

### Ранні роки: 2011—2014
Народився в Чандігархі, футболом розпочав займатися в «Сент-Стівенс Академі». Перебуваючи в академії, допоміг команді дійти до фінал Прем’єр-кубку Манчестер Юнайтед у південно-східній Азії. Також представляв команду штату Чандігарх U-19, допомsu їм виграти Рой Трофі. 
Після вдалих виступів за команду академії та збірної штату, у листопаді 2011 року отримав запрошення на перегляд у команду Другого дивізіону I-ліги «Юнайтед Сіккім». Перегляд для Джингана завершився успішним, і в грудні підписав контракт з клубом. Граючи разом із колишніми гравцями збірної Індії Бхачунгом Бхутіа та Ренеді Сінгхом, допоміг «Юнайтед Сіккім» вийти до І-Ліги за підсумками сезону 2012 року.
У червні 2020 року і інтерв'ю зазначив, що його забракували багато клубів другого та третього дивізіону Калькутти. Він сказав: «Це було на початковому етапі моєї кар’єри. Тоді я шукав клуби, і з’явився на чимало переглядів у декількох клубах Калькутти — навіть у другому та третьому дивізіонах. Але всі [вони] мені відмовили».
Сандеш Джинган дебютував на професіональному рівні в І-Лізі 6 жовтня 2012 року в першому матчі сезону для «Юнайтед Сіккім» проти «Салгаокара». Сандеш вийшов на поле в стартовому складі та відіграв всі дев'яносто хвилин й відзначився голом, чим допоміг команді здобути перемогу (3:2). 18 листопада 2012 року відзначився своїм другим голом за клуб, у поєдинку проти «Спортінга Гоа». Його гол став єдиним для «Юнайтед Сіккім», оскілький йому команда програла (1:2). Попри те, що «Юнайтед Сіккім» вилетів наприкінці сезону та пропустив у чемпіонаті 63 м’ячі, Джинган помічений як яскравий талант команди. У лютому 2013 року повідомлялося, що Сандешом цікавляться клуби першої ліги Китаю і що він поїде до Китаю на перегляд. Однак виклик до національної збірної Індії означав, що Джинган не міг вирушити на перегляд.
Після завершення сезону 2012/13 років підписав контракт з IMG–Reliance, щоб зрештою стати частиною Індійської Суперліги, яка мала розпочатися в 2014 році. Попри труднощі з підписанням контракту з представником I-Ліги до початку ISL, відхилив пропозицію від «Демпо». В одном з інтерв'ю Джинган зазначив: «Демпо — великий клуб, й отримати пропозицію від них було для мене великою подією. Безсумнівно, зв’язок із клубом і гра під керівництвом тренера Артура Папаса пішли б на користь мені як гравцеві. Однак я не шкодую про своє рішення». У листопаді 2013 року повідомлялося, що Джингана віддали в оренду до завершення сезону з «Рангдаджієд Юнайтед». Однак незабаром після цього стало відомо, що гравець натомість підписав контракт з «Мумбаї» до завершення сезону в І-Лізі. Дебютував за нову команду 7 грудня 2013 року в переможному (2:1) поєдинку проти «Пуни». Джинган вийшов у стартовому складі та відіграв увесь матч.
Декілька тижнів потому, 15 грудня, отримав другу жовту картку в матчі проти «Рангдаджієд Юнайтед». Попри вилучення, «Мумбаї» все одно зіграв унічию (1:1).

### «Керала Бластерс»

#### 2014: Найкращий гравець сезону
22 липня 2014 року, через день після свого 21-річчя, обраний командою «Керала Бластерс» у другому раунді першого національного драфту ІСЛ 2014. Вперше на лаву запасних за нову команду потрапив у першому матчі сезону проти «Норт-Іст Юнайтед». Попри те, що Сандеш не зіграв у першому турі, він вийшов у стартовому складі «Бластерс» у матчі другого туру чемпіонату проти «Ченнаїна». Розпочав матч у стартовому складі й продемонстрував хорошу гру, але не зміг запобігти поразці «Керала Бластерс» з рахунком 1:2. З цього часу залишався гравцем основного складу протягом сезону 2014 року, провів за команду 14 поєдинків. Його гра за «Керала Бластерс» допомогла Сандешу здобути нагороду «Найкращий новачок чемпіонату».
20 грудня 2014 року вийшов у стартовому складі «Керала Бластерс» у фіналі Суперліги Індії 2014 проти «Атлетіко» (Колката). Попри відважну гру, Джинган не зміг перешкодити «Атлетіко» (Колката) виграти титул, оскільки «Керала Бластерс» поступилася з рахунком 0:1.

#### 2015
Оренда в «Спортінг» (Гоа)
8 лютого 2015 року, після завершення сезону ІСЛ 2014, підписав орендний контракт зі «Спортінгом» (Гоа) для участі в І-лізі 2014/15. Дебютував за «городян» того ж дня, у поєдинку проти «Мумбаї». Сандеш вийшов на поле у стартовому складі та відіграв до фінального свистка, допоміг своїй команді здобути нічию (0:0).
ІСЛ 2015
Після завершення сезону залишився в «Керала Бластерз» на сезон 2015 року, завдяки чому став найвисокооплачуванвшим індійським гравцем чемпіонату з заробітком понад 10 мільйонів. Попри вдалі виступи в минулому сезоні, які також викликали інтерес до Джингана з-за кордону, так і не зміг набрати необхідну форму в 2015 році. Попри те, періодично грав пліч-о-пліч з колишнім гравцем збірної Іспанії Карлосом Марченою та колишнім захисником «Ньюкасл Юнайтед» Пітером Ремеджем, Сандеш і «Бластерс» пропустили 27 м'ячів у чемпіонаті (найгірший показник серед інших команд) та посіли останнє місце в турнірній таблиці.

#### 2016
Оренда в «Шріваджианс»
4 березня 2016 року, після завершення сезону ІСЛ 2015, було оголошено, що гравеця віддадуть в оренду до команди I-Ліги «Шріваджианс». Дебютував за команду два дні по тому, 6 березня у переможному (2:0) поєдинку проти «Іст Бенгал». Розпочав матч у стартовому складі і відіграв усі 90 хвилин.

#### ІСЛ 2016
Завдяки його надійній грі в захисті та величезному тиску вболівальників Керала Бластерз знову виставив Джінгана на драфт до сезону 2016 року. У першому матчі сезону Джингана поставили на позицію правого захисника, а центр захисту зайняли Аарон Г'юз і Седрік Ангбар. «Керала Бластерс» поступився у вище вказаному  матчі з рахунком 0:1. У наступному матчі повернувся на позицію центрального захисника після того, як Аарон Г'юз вирушить для участі в кваліфікації чемпіонату світу. Результат не покращився, оскільки «Керала Бластерс» зазнала поразки від «Атлетіко» (Колкати) з рахунком 0:1. До завершення сезону, після повернення Г'юза, Джинган залишався переважно на позиції правого захисника, отримав похвалу за свою гру, яка допомогла «Бластерам» вийти в вдруге за три сезони у фінал індійської Суперліги.

#### Оренда в «Бенгалуру»
12 січня 2017 року інший клуб І-Ліги, «Бенгалуру», оголосив про підписання контракту з Сандешем на сезон з «Керала Бластерс». Шість днів по тому дебютував за клуб у переможному (3:0) матчі чемпыонату проти «Мумбаї», в якому вийшов на 71-й хвилині замість Гарманджота Кабри. Вперше у стартовому складі вийшов на поле 11 лютого 2017 року в нічийному (1:1) поєдинку проти «Мінерви Пенджаб».
14 березня 2017 року зіграв у своєму першому клубному континентальному матчі в кар’єрі, вийшов у стартовому складі «Бенгалуру» в матчі Кубку АФК проти іншого індійського клубу «Мохун Багана». Відзначився першим голом за «Бенгалуру», на 51-й хвилині зрівняв рахунок, а шість хвилин по тому Суніл Четрі відзначився переможним голом для клубу (2:1). Відзначився своїм другим голом за клуб та єдиним у чемпіонаті 22 квітня 2017 року у ворота свого колишнього клубу, «Шріваджианса». Його гол на 90-й хвилині став останнім у розгромному переможному (7:0) для Бенгалуру матчі.
21 травня 2017 року став частиною команди, яка допомогла «Бенгалуру» виграти Кубок Федерації 2016/17, перемігши у фіналі «Мохуна Баган» з рахунком 2:0, завдяки чому Джинган виграв свою першу срібну медаль вищого рівня.

#### ІСЛ 2017/18: капітнаство та останні роки в «Бластерс»
8 липня 2017 року стало відомо, що Сандеш залишиться в клубі на сезон 2017/18 років після того, як підписав довгостроковий контракт, який зробив його найвисокооплачуванішим захисником в індійській Суперлізі. Став одним із трьох індійських гравців, яких залишив «Керала Бластерс» (разом з Ч.К. Вініт і Прасантом Карутхадаткуні), згідно з підписаною угодою залишався в клубі до 2020 року, за якою повинен був заробити 38 мільйонів рупій. 16 листопада 2017 року, за день до першого матчу сезону «Керали Бластерс» проти АТК, оголошений капітаном «Бластерс» на наступний сезон. Продовжив бути капітаном й у наступному сезоні 2018/19 років. Напередодні старту сезону 2019/20 років виключений на весь сезон через пошкодження передньої хрестоподібної зв'язки.
21 травня 2020 року «Керала Бластерс» оголосили, що розривається угода з Джинганом за взаємною згодою сторін. «Коли ми розійшлися, це було обопільне [рішення], і це було зріле рішення з обох сторін. Якби моє рішення залишити Кералу було пов’язане з грошима, я б зробив це давно, коли у мене були набагато кращі пропозиції. Я залишився вірним, бо любив проєкт, клуб і вболівальників. Я повністю віддався клубу. Я грав зі швами, струсом мозку та проблемами з м’язами. Керала Бластерс завжди залишаться частиною мене. Ніхто не може цього забрати». Джинган заявив про своє рішення залишити Бластерс.
Як знак пошани його внеску в клуб, «Бластерс» назавжди зняв свою футболку під номером 21. Але в квітні 2022 року «Бластерс» повернули цю майку після того, як Сандеш втягнувся у суперечку, зробивши сексистський коментар після матчу проти «Бластерс» під час другого перебування в «Мохун Баган».

### «Мохун Баган»: 2020-2021
26 вересня 2020 року «Мохун Баган» оголосив про підписання 5-річної угоди з Сандешом Джинганом. Був обраний одним із 5 капітанів команди. Співпраця Джингана з Тірі в обороні протягом сезону допомогла команді зіграти 10 «сухих» 22 матчів. Брав участь у всіх матчах, за винятком одного, через травму після зіткнення з воротарем своєї команди Аріндамом Бхаттачарією в поєдинку проти «Гайдарабаду». «Мохун Баган» посів друге місце в плей-оф, завдяки чому кваліфікувався для участі в Кубку АФК 2022. Вони посіли друге місце в турнірній таблиці, поступившись чемпіонством «Мумбаї Сіті».

### «Шибеник»: 2021-2022
Попри п'ятирічний контракт з «Мохун Баган», у контракті Сандеша були пункти, які дозволяли гравцеві перейти до європейського клубу після отримання будь-якої пропозиції. 18 серпня 2021 року команда хорватської Першої футбольної ліги «Шибеник» оголосила про підписання однорічної угоди з Джінганом з можливістю продовження ще на один рік, завдяки чому Сандеш став першим індусом, який виступав у Хорватії. Через три дні після підписання контракту отримав травму литки, за 30 годин до початку матчу наступного туру чемпіонату.
На початку жовтня повернувся до тренувань. Після майже двомісячної травми, 22 жовтня потрапив до заявки на матч чемпіонату проти «Славен Белупо». Однак не отримав жодної хвилини ігорового часу, оскільки 90 хвилин просидів на лаві запасних. У наступному матчі проти «Хрватскі Драговоляца» 30 жовтня його знову залишили на лаві запасних.

### Повернення в «Мохун Баган»
Під час січневого трансферного вікна 2022 року розірвав контракт з «Шибеником» й повернувся в «Мохун Баган», з яким підписав короткостроковий контракт. Загалом зіграв у дев’яти матчах сезону 2021/22 років. 28 липня 2022 року «Мохун Баган» оголосив про відхід Джингана після закінчення терміну його контракту.

### «Бенгалуру»: 2022—н.ч.
14 серпня 2022 року «Бенгалуру»оголосив про підписання 1-річної угоди з гравцем.

## Кар'єра в збірній

### Молодіжна збірна
Після тріумфу своєї команди штату на B.C. Roy Trophy, Джинган отримав виклик до молодіжної збірної Індії (U-19). Однак травми означали, що гравець не зможе зіграти за національну команду. У лютому 2013 року Джінґан викликаний до тренувального табору національної збірної Індії, але травма знову завадила йому зіграти за команду.
Напередодні старту чемпіонату Південної Азії 2013 року викликаний до складу національної збірної Індії. У вересні 2014 року викликаний до олімпійської збірної Індії для участі в Азійських іграх 2014 року. 15 вересня 2014 року дебютував на міжнародному рівні за вище вказану збірну, вийшов у стартовому складі в матчі проти Об’єднаних Арабських Еміратів. Відзначився автоголом, а Індія програла з рахунком 0:5.

### Національна збірна

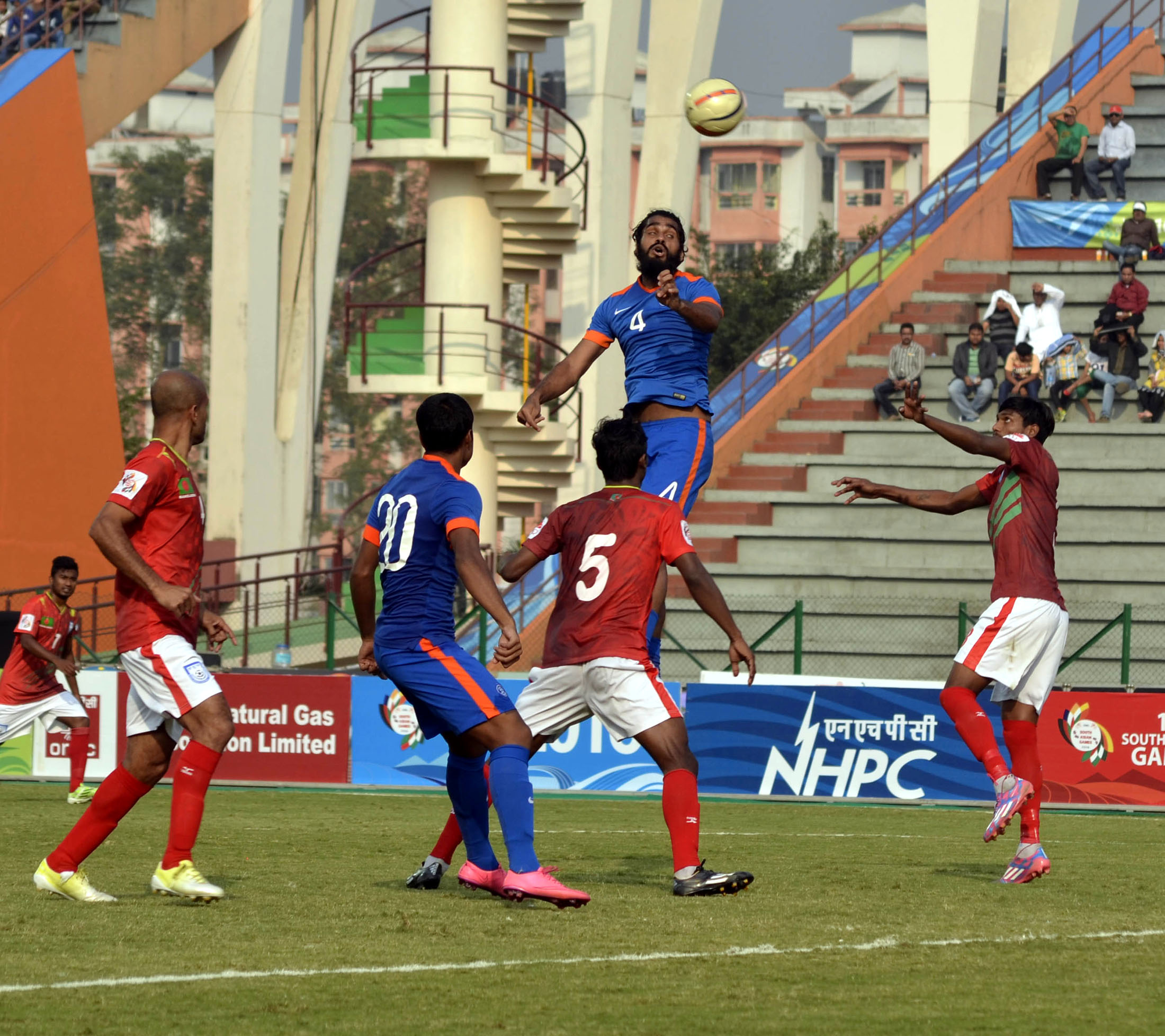
Сандеш Джинган (у синій формі; під номером 4) під час матчу між Індією та Бангладеш на Літніх Південноазійських іграх 2016 року в Кувагаті.

Після вдалих виступів в ІСЛ 2014 року, дебютував за збірну Індії у матчі кваліфікації чемпіонату світу 2018 року проти Непалу. Сандеш вийшов на поле в стартовому складі та відіграв усі 90 хвилин, допомі індусам здобути перемогу (2:0). Своїм першим голом за збірну Індії відзначився 29 березня 2016 року проти Туркменістану, але його збірна все одно програла (1:2). Потім Джинган відзначився своїм другим голом (на 48-й хвилині) за збірну 7 червня 2016 року в переможному (6:1) поєдинку проти Лаосу.
Перед кваліфікацією кубку Азії 2019 року відзначився своїм третім голом за збірну, 22 березня 2017 року відзначився на 54-й хвилині в переможному (3:2) товариському матчі проти Камбоджі. 6 червня 2017 року в переможному (2:0) товариському матчі проти Непалу відзначився своїм четвертий гол за збірну Індію. Після цього головний тренер Стівен Константін передав Джінгану капітанський пов'язку в національній збірній Індії напередодні товариськими матчами проти Маврикія та Сент-Кітс і Невіс за відсутності основного капітана Суніла Четрі. Виступаючи після матчу проти Маврикія, в якому Індія перемогла з рахунком 2:1, Константін похвалив Джінгана й зазначив, що «Сандеш — це гравець, який повинен грати у найкращих чемпіонатах. Він боєць і подає приклад». Декілька місяців потому, 11 листопада, Індія забезпечила собі кваліфікацію на Кубок Азії, після перемоги над Макао з рахунком 4:1. Джинган розпочав цей матч у стартовому складі й, таким чином, розпочинав зі стартового свистка у всіх чотирьох кваліфікаційних поєдинках Індії до цього моменту, й допоміг Індії відстояти власні ворота «на нуль» проти Макао, М’янми та Киргизстану.
На Міжконтинентальному кубку 2018 року став надійним захистом для індійської команди. індійський захист на чолі зі Сандешем відіграв 3 з 4 матчів «на нуль» і виграла турнір, перемігши у фіналі Кенію.
У товариському матчі проти сильнішої збірної Китаю 13 жовтня 2018 року призначений капітаном й допоміг збірній здобути нічию (0:0). Це був перший випадок, коли Індія не зазнала поразок на китайській землі

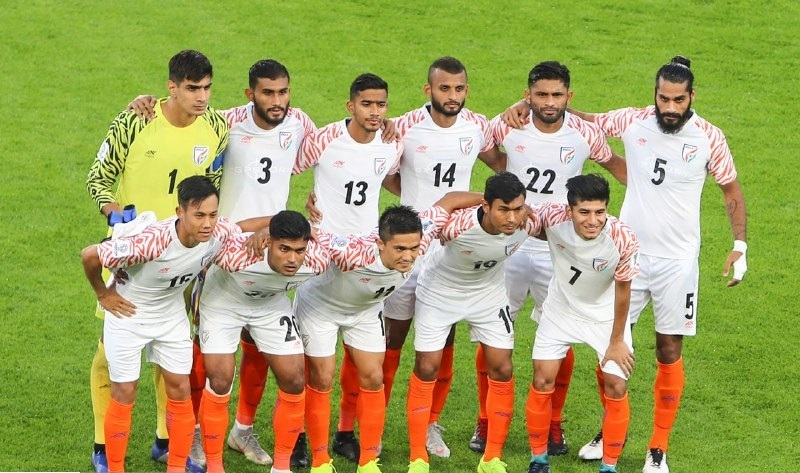
Сандеш Джинган (останній праворуч у верхньому ряді) зі збірною Індії в матчі проти Таїланду на Кубку Азії 2019 року.

Кубок Азії 2019 року став турніром, на якому Сандеш розкрив свій потенціал протягом перших 5 років виступів у національній команді. У першому матчі турніру проти Таїланду Індія перемогла їх з рахунком 4:1. Гру Джингана у вище вказаному поєдинку високо оцінили декілька футбольних експертів. Попри те, що Індія зазнала поразки від сильніших суперників, ОАЕ з рахунком 0:2, у наступному матчі мали хорощі шанси на вихід у попередній чвертьфінальний турнір. В останньому матчі групи індусам потрібна було здобути нічию проти Бахрейну. Індія змогла утримувати її протягом 90 хвилин. Але в додатковий час Пронай Гальдер заробив пенальті, що коштувало їм нічиєї, та вильоту з турніру.
9 вересня востаннє зіграв за збірну Індію в 2019-му календарному році. У вирішальному виїзному матчі у кваліфікації чемпіонату світу 2022 проти Катару, який закінчився з рахунком 0:0. У тому ж місяці під час товариського матчу отримав травму передньої хрестоподібної зв'язки і, як повідомлялося, вибув із гри на наступні 6 місяців. Через цю травму пропустив всі 4 матчі, які залишилися у вище вказаному кваліфікаційному турнірі. Його відсутність серйозно вплинула на індійську команду, через що після завершення 5 матчів збірна опинилася в нижній частині таблиці. Збірна Індії навіть зіграла внічию проти слабшої команди Бангладеш. Помічник головного тренера збірної Бангладеш Стюарт Воткісс навіть сказав, що відсутність Сандеша Джингана на відбіркових матчах групи E чемпіонату світу була для них дещо вигідною. «Я хочу сказати, очевидно, що обидва захисники — дуже хороші гравці. Сандеш чудовий, не тільки у захисті, але й несе велику загрозою зі стандартних положень [біля воріт команди-суперниці]», — зазначив фахівець в інтерв'ю журналістам.
Повернувся до національної збірної 25 березня 2021 року в товариському матчі проти Оману, в якому вийшов на поле з капітанською пов'язкою.

## Особисте життя
21 серпня 2020 року став двадцять сьомим футболістом, який виграв нагороду Арджуни. Уболівльник клубу Прем'єр-ліги «Манчестер Юнайтед». Дружина - Іванка Павлова, якутська фотографиня.

### Скандал
19 лютого 2022 року потрапив до заголовків газет через «сексистський коментар» після матчу «АТК Мохун Баган» проти його колишнього клубу «Керала Бластерс». У Instagram Stories, опублікованій ATK Mohun Bagan після завершення матчу, Сандеш зазначив: «Aurato ke saath match khel aaya hoon, aurato ke saath» (Я грав у матчі з жінками, з жінками). Вболівальники негайно зустріли його з критикою, а хештег #BringBack21 став популярним у Твіттері, а вболівальники «Керала Бластерс» закликали керівництво клубу скасувати рішення про закріплення за гравцем футболки з номером 21 після того, як Джинган залишив клуб. Згодом Джинган офіційно вибачився через свої соціальні мережі. Згодом, 21 квітня 2022 року, «Бластерс» вилучили свою футболку з номером 21 і віддали її Біжой Варгезе, який одночасно оголосив про продовження контракту з клубом на три роки.

## Статистика виступів

### Клубна
| Сезон                        | Команда                      | Чемпіонат                    | Чемпіонат | Чемпіонат | Нац. кубок | Нац. кубок | Нац. кубок | Конт. кубок | Конт. кубок | Конт. кубок | Інші кубки | Інші кубки | Інші кубки | Загалом | Загалом |
| Сезон                        | Команда                      | Змаг.                        | Матчі     | Голи      | Змаг.      | Матчі      | Голи       | Змаг.       | Матчі       | Голи        | Змаг.      | Матчі      | Голи       | Матчі   | Голи    |
| ---------------------------- | ---------------------------- | ---------------------------- | --------- | --------- | ---------- | ---------- | ---------- | ----------- | ----------- | ----------- | ---------- | ---------- | ---------- | ------- | ------- |
| 2011-2012                    | «Юнайтед Сіккім»             | ІЛ2Д                         | 0         | 0         | -          | -          | -          | -           | -           | -           | -          | -          | -          | 0       | 0       |
| 2012-2013                    | «Юнайтед Сіккім»             | ІЛ                           | 21        | 2         | -          | -          | -          | -           | -           | -           | -          | -          | -          | 21      | 2       |
| Загалом за «Юнайтед Сіккім»  | Загалом за «Юнайтед Сіккім»  | Загалом за «Юнайтед Сіккім»  | 21        | 2         |            | -          | -          |             | -           | -           |            | -          | -          | 21      | 2       |
| 2013-2014                    | «Мумбаї»                     | ІЛ                           | 11        | 0         | -          | -          | -          | -           | -           | -           | -          | -          | -          | 11      | 0       |
| 2014                         | «Керала Бластерс»            | ІСЛ                          | 14        | 0         | -          | -          | -          | -           | -           | -           | -          | -          | -          | 14      | 0       |
| 2014-2015                    | «Спортінг» (Гоа)             | ІЛ                           | 11        | 1         | -          | -          | -          | -           | -           | -           | -          | -          | -          | 11      | 1       |
| 2015                         | «Керала Бластерс»            | ІСЛ                          | 10        | 0         | -          | -          | -          | -           | -           | -           | -          | -          | -          | 10      | 0       |
| 2015-2016                    | «Шріваджианс»                | ІЛ                           | 12        | 0         | -          | -          | -          | -           | -           | -           | -          | -          | -          | 12      | 0       |
| 2016                         | «Керала Бластерс»            | ІСЛ                          | 14+3      | 0         | -          | -          | -          | -           | -           | -           | -          | -          | -          | 14+3    | 0       |
| 2016-2017                    | «Бенгалуру»                  | ІЛ                           | 11        | 1         | КФ         | 5          | 0          | АФК         | 3           | 1           | -          | -          | -          | 19      | 2       |
| 2017-2018                    | «Керала Бластерс»            | ІСЛ                          | 17        | 0         | СК         | 1          | 0          | -           | -           | -           | -          | -          | -          | 18      | 0       |
| 2018-2019                    | «Керала Бластерс»            | ІСЛ                          | 17        | 0         | СК         | 1          | 0          | -           | -           | -           | -          | -          | -          | 18      | 0       |
| 2019-2020                    | «Керала Бластерс»            | ІСЛ                          | -         | -         | СК         | -          | -          | -           | -           | -           | -          | -          | -          | 0       | 0       |
| Загалом за «Керала Бластерс» | Загалом за «Керала Бластерс» | Загалом за «Керала Бластерс» | 75        | 0         |            | 2          | 0          |             | -           | -           |            | -          | -          | 77      | 0       |
| 2020-2021                    | «АТК Мохун Баган»            | ІСЛ                          | 20+2      | 0         | -          | -          | -          | Кубок АФК   | -           | -           | -          | -          | -          | 22      | 0       |
| 2021-січ.2022                | «Шибеник»                    | ПЛ                           | 0         | 0         | КХ         | 0          | 0          | -           | -           | -           | -          | -          | -          | 0       | 0       |
| січ.-лип.2022                | «АТК Мохун Баган»            | ІСЛ                          | 7+2       | 0         | -          | -          | -          | Кубок АФК   | 2           | 0           | -          | -          | -          | 11      | 0       |
| Загалом за «АТК Мохун Баган» | Загалом за «АТК Мохун Баган» | Загалом за «АТК Мохун Баган» | 31        | 0         |            | 0          | 0          |             | 2           | 0           |            | -          | -          | 33      | 0       |
| 2022-2023                    | «Бенгалуру»                  | ІСЛ                          | 17+4      | 0         | СК         | 5          | 0          | -           | -           | -           | КД         | 5          | 0          | 31      | 0       |
| Загалом за «Бенгалуру»       | Загалом за «Бенгалуру»       | Загалом за «Бенгалуру»       | 32        | 1         |            | 10         | 0          |             | 3           | 1           |            | 5          | 0          | 50      | 2       |
| Усього за кар'єру            | Усього за кар'єру            | Усього за кар'єру            | 193       | 4         |            | 12         | 0          |             | 5           | 1           |            | 5          | 0          | 215     | 5       |

### У збірній

#### По роках
Станом на 28 березня 2023
| Національна збірна | Рік     | Матчі | Голи |
| ------------------ | ------- | ----- | ---- |
| Індія              | 2015    | 7     | 0    |
| Індія              | 2016    | 5     | 2    |
| Індія              | 2017    | 9     | 2    |
| Індія              | 2018    | 7     | 0    |
| Індія              | 2019    | 8     | 0    |
| Індія              | 2021    | 4     | 0    |
| Індія              | 2022    | 7     | 0    |
| Індія              | 2023    | 1     | 1    |
| Загалом            | Загалом | 48    | 5    |

#### По матчах
| Дата       | Місто     | Господарі  | Результат | Гості              | Турнір                                 | Голи | Примітки |
| ---------- | --------- | ---------- | --------- | ------------------ | -------------------------------------- | ---- | -------- |
| 24-8-2017  | Мумбай    | Індія      | 1 – 1     | Сент-Кіттс і Невіс | товариський матч                       | -    |          |
| 5-9-2017   | Тайпа     | Макао      | 0 – 2     | Індія              | Відбір до Кубка Азії 2019              | -    |          |
| 11-10-2017 | Бенгалуру | Індія      | 4 – 1     | Макао              | Відбір до Кубка Азії 2019              | -    |          |
| 14-11-2017 | Маргао    | Індія      | 2 – 2     | М'янма             | Відбір до Кубка Азії 2019              | -    |          |
| 27-3-2018  | Бішкек    | Киргизстан | 2 – 1     | Індія              | Відбір до Кубка Азії 2019              | -    |          |
| 1-6-2018   | Мумбай    | Індія      | 5 – 0     | Китайський Тайбей  | Intercontinental Cup India             | -    |          |
| 4-6-2018   | Мумбай    | Індія      | 3 – 0     | Кенія              | Intercontinental Cup India             | -    | 79'      |
| 7-6-2018   | Мумбай    | Індія      | 1 – 2     | Нова Зеландія      | Intercontinental Cup India             | -    | 74'      |
| 10-6-2018  | Мумбай    | Індія      | 2 – 0     | Кенія              | Intercontinental Cup India             | -    |          |
| 13-10-2018 | Сучжоу    | КНР        | 0 – 0     | Індія              | товариський матч                       | -    | кап.     |
| 27-12-2018 | Абу-Дабі  | Оман       | 0 – 0     | Індія              | товариський матч                       | -    |          |
| 6-1-2019   | Абу-Дабі  | Таїланд    | 1 – 4     | Індія              | Кубок Азії 2019 - 1-й раунд            | -    |          |
| 10-1-2019  | Абу-Дабі  | Індія      | 0 – 2     | ОАЕ                | Кубок Азії 2019 - 1-й раунд            | -    |          |
| 14-1-2019  | Шарджа    | Індія      | 0 – 1     | Бахрейн            | Кубок Азії 2019 - 1-й раунд            | -    |          |
| 5-6-2019   | Бурірам   | Кюрасао    | 3 – 1     | Індія              | King's Cup 2019 - півфінал             | -    |          |
| 8-6-2019   | Бурірам   | Таїланд    | 0 – 1     | Індія              | King's Cup 2019 - Фінал за третє місце | -    | кап.     |
| 13-7-2019  | Ахмадабад | Індія      | 2 – 5     | Північна Корея     | Intercontinental Cup 2019 - 1-й раунд  | -    | 36' 39'  |
| 5-9-2019   | Ґувахаті  | Індія      | 1 – 2     | Оман               | Відбір до ЧС 2022                      | -    | 67'      |
| 10-9-2019  | Доха      | Катар      | 0 – 0     | Індія              | Відбір до ЧС 2022                      | -    |          |
| 25-3-2021  | Дубай     | Індія      | 1 – 1     | Оман               | товариський матч                       | -    | кап.     |
| 3-6-2021   | Доха      | Індія      | 0 – 1     | Катар              | Відбір до ЧС 2022                      | -    |          |
| 7-6-2021   | Доха      | Бангладеш  | 0 – 2     | Індія              | Відбір до ЧС 2022                      | -    |          |
| 15-6-2021  | Доха      | Індія      | 1 – 1     | Афганістан         | Відбір до ЧС 2022                      | -    |          |
| 23-3-2022  | Мухаррак  | Бахрейн    | 2 – 1     | Індія              | товариський матч                       | -    | 6'       |
| 26-3-2022  | Ріффа     | Індія      | 0 – 3     | Білорусь           | товариський матч                       | -    |          |
| 28-5-2022  | Доха      | Індія      | 0 – 2     | Йорданія           | товариський матч                       | -    | 60'      |
| 8-6-2022   | Колката   | Індія      | 2 – 0     | Камбоджа           | Відбір до Кубка Азії 2023              | -    | 5'       |
| 11-6-2022  | Колката   | Афганістан | 1 – 2     | Індія              | Відбір до Кубка Азії 2023              | -    |          |
| 14-6-2022  | Колката   | Індія      | 4 – 0     | Гонконг            | Відбір до Кубка Азії 2023              | -    |          |
| 27-9-2022  | Хошимін   | В'єтнам    | 3 – 0     | Індія              | товариський матч                       | -    |          |
| 28-3-2023  | Імпхал    | Киргизстан | 0 – 2     | Індія              | товариський матч                       | 1    |          |
| Усього     |           | Матчів     | 31        |                    | Голів                                  | 1    |          |

## Досягнення
«Юнайтед Сіккім»
- Другий дивізіон І-Ліги
  -  Чемпіон (1): 2012

«Керала Бластерс»
- Індійська Суперліга
  -  Срібний призер (2): 2014, 2016

«Бенгалуру»
- Кубок Федерації
  -  Володар (1): 2017

- Кубок Дюранда
  -  Володар (1): 2022

- Індійська Суперліга
  -  Срібний призер (1): 2022/23

- Супер Кубок
  -  Фіналіст (1): 2023[81]

«АТК Мохун Баган»
- Індійська Суперліга
  -  Срібний призер (1): 2020/21

«Гоа»
- Супер Кубок
  -  Володар (1): 2025

Індія
- Чемпіонат федерації футболу Південної Азії
  -  Срібний призер (1): 2013

- Серія Трьох Націй
  -  Чемпіон (2): 2017, 2023

- Міжконтинентальний кубок
  -  Володар (1): 2018

- Кубок Короля Таїланду
  -  Бронзовий призер (1): 2019

Індія (U-23)
- Південноазійські ігри
  -  Срібний призер (1): 2016

Індивідуальні
- Найкращий новий гравець сезону Індійської Суперліги: 2014[82]
- Найкращий новий гравець сезону за версією ВФФ: 2014[82]
- Найкращий гравець сезону за версією ВФФ: 2020/21[3]

Нагороди та подяки
- 2020 — Премія «Арджуна», нагороджується урядом Індії на знак визнання видатних досягнень у спорті[83]